# André Tondeur
André Tondeur, né en 1899 et mort en 1962, est un ancien joueur français de basket-ball. Il fait partie des pionniers du basket français et en est l'un des plus titrés avec neuf championnats de France remportés en tant que joueur et deux autres comme entraîneur,

## Palmarès

### Joueur
Le palmarès d'André Tondeur est :
- Championnat de France de basket-ball
  - Vainqueur (9) : 1924, 1925, 1926, 1928, 1929, 1930, 1931 (avec le FA Mulhouse) et 1935, 1937 (avec le CA Mulhouse)
  - Finaliste en 1943 avec l'Olympique d'Antibes
  - Demi-finaliste en 1923, 1934, 1936.
- Vainqueur du Championnat de France de handball à onze en 1942 avec l'AS Cannes.
- Vainqueur du Championnat d'Alsace : quinze fois.

### Entraîneur
- Entraîneur en second de l'Equipe de France aux Jeux olympiques de 1948 et 1952.
- Vainqueur du Championnat de France féminin de basket-ball en 1937 (avec le CA Mulhouse) et 1948 (avec l'AS Strasbourg)

### Distinctions
- Académie du basket-ball français, promotion 2009